# Scotter
Scotter est une paroisse civile et un village du Lincolnshire, en Angleterre.